# Jmol
Jmol est un logiciel libre de visualisation de structures chimiques en 3D. Il est principalement utilisé par les étudiants, les professeurs et les chercheurs en chimie et en biologie structurale. Il est développé en Java et est multi-plateformes. Ainsi, il fonctionne sous Windows, Mac OS X, Linux et les systèmes Unix.

## Caractéristiques
(septembre 2024).
Le logiciel est disponible sous trois formes :
- Une application indépendante ;
- Un kit logiciel pour intégrer Jmol dans d'autres applications Java ;
- Une applet Java qui peut être intégrée au sein de page Web et qui offre de nombreuses possibilités de visualiser des molécules.

Le logiciel Jmol supporte de nombreux modes de visualisation :
- Boule et bâton (ball and stick) ;
- Remplissage CPK (space filling) ;
- Ruban (ribbon) ;
- etc.

De plus, Jmol peut lire de nombreux formats de fichiers, y compris les fichiers Protein Data Bank (pdb), Crystallographic Information File (cif), MDL Molfile (mol) et Chemical Markup Language (CML).
L'applet Jmol offre une alternative libre et multiplate-forme au plugin Chime, qui n'est plus maintenu. Bien que possédant de nombreuses fonctions qui ne sont pas disponibles dans Chime, le logiciel Jmol n'a pas pour objectif de fournir toutes les fonctionnalités de Chime (en particulier, le mode Sculpt). Chime nécessite l'installation d'un plugin et Internet Explorer 6.0 ou Firefox 2.0 avec le système Microsoft Windows, ou OS 9/Netscape Communicator 4.8 avec le système Macintosh. Jmol nécessite l'installation de Java et fonctionne sur une grande variété de plates-formes. Par exemple, Jmol est entièrement fonctionnel avec Mozilla Firefox, Internet Explorer, Opera et Google Chrome sur le système Microsoft Windows, Mozilla Firefox sur le système Linux et Safari sur le système Mac OS X.